# Tonlesapia
Tonlesapia là một chi cá đàn lia trong họ Callionymidae. Chúng là loài các loài cá nước ngọt bản địa Đông Dương, bao gồm Campuchia và Việt Nam.

## Từ nguyên
Tonlesapia: Lấy theo tên hồ Tonlé Sap ở Campuchia.

## Các loài
Hiện tại có 2 loài được ghi nhận trong chi này:
- Tonlesapia amnica H. H. Ng & Rainboth, 2011 - cá đàn lia châu thổ Mekong. Việt Nam.
- Tonlesapia tsukawakii Motomura & Mukai, 2006. Hồ Tonle Sap.